# نیلس متفاوت
نیلس متفاوت (انگلیسی: Niels Diffrient; ۶ سپتامبر ۱۹۲۸ – ۸ ژوئن ۲۰۱۳) معمار، و تاجر اهل ایالات متحده آمریکا بود.
وی همچنین برندهٔ جوایزی همچون برنامه فولبرایت شده‌است.